# 2006년
2006년은 일요일로 시작하는 평년이다.

## 사건
- 1월 18일
  - 육자 회담이 중화인민공화국의 수도 베이징에서 재개되었다.
  - 우즈베키스탄이 키르키스스탄에 수출하는 천연가스의 가격을 1,000 입방미터당 미화 55달러에서 100달러로 올렸다.
- 1월 24일 - 멜레스 제나위 에티오피아 총리가 소말리아 이슬람 반군 '이슬람법정연맹(ICU)'과의 전쟁에 돌입했다고 공식 발표함으로써 소말리아 내전이 국제전쟁으로 비화되었다.
- 1월 27일 - 경원선 일부구간의 선로 전기공급이 끊겨 3시간 동안 수도권 전철 1호선 열차 운행에 차질을 빚었다.
- 3월 26일 - 주택복권의 발행이 전면 중단되었다.
- 4월 22일 - 연쇄살인범 정남규가 체포되다.
- 5월 20일 - 박근혜 피습 사건: 서울 신촌에서 선거운동을 하던 박근혜 한나라당 대표가 19시 20분경에 피습 당하다.
- 5월 31일 - 대한민국 제4회 지방 선거가 전국에서 실시되다.
- 6월 3일 - 몬테네그로가 세르비아 몬테네그로로부터 분리 독립되었다.
- 6월 4일 - 경기도 평택시 팽성읍 대추리에서 미군기지 확장 반대 시위를 하던 주민과 시민단체들이 경찰, 군인과 충돌해 105명이 다치고 524명이 연행되는 사태가 벌어지다.
- 6월 5일 - 세르비아 몬테네그로(신유고연방)가 세르비아와 몬테네그로로 분리되다.
- 6월 10일
  - 기존의 국제 연합 인권 위원회를 대체하게 될 국제 연합 인권 이사회는 유엔총회장에서 실시된 인권이사회 선거에서 대한민국을 포함한 모두 47개국을 초대 이사국으로 선출했다.
  - 이탈리아의 전후 제11대 대통령에게 현 좌익 민주당의 조르조 나폴리타노가 선출했다.
- 6월 12일 - 검찰이 황우석 전직 서울대학교 교수의 논문 조작 사건 최종 수사 결과를 발표하다.
- 7월 6일 - 세르비아와 몬테네그로가 분리독립함으로써 세르비아 몬테네그로가 해체되었다.
- 7월 23일 - 세계보건기구의 5대 사무총장 이종욱 (의료인)이 사망하다.
- 7월 8일 - 대구 K-2 공군기지에서 이륙한 대한민국 공군의 F-15K 전폭기가 야간 훈련비행 중 동해상에 추락, 조종사 2명이 사망했다.
- 7월 9일
  - 한라산 백록담 분화구에 산사태가 발생, 암벽이 무너지면서 토양이 유실되고 식생이 무더기로 파괴된 사실이 뒤늦게 밝혀졌다.
  - 2004년 11월 발생한 '부천 초등학생 2명 피살사건'의 범인이 2년 만에 붙잡혔다.
- 7월 10일 - 미국 워싱턴 D.C.에서 7월 5일부터 열린 한미 자유무역협정(FTA) 1차 본협상이 총 15개 분과 중 11개에서 양측간에 통합협정문을 마련하고 끝났다.
- 7월 12일 - 목격자들에 의하면, 미군의 폭탄 공격을 받고 숨진 것으로 알려진 이라크 알카에다 지도자 아부 무사브 알자르카위가 숨지기 직전 미군들에게 배와 가슴을 구타당했다고 일부 언론이 보도했다.
- 7월 13일
  - 일본 남부 오이타현(大分)에서 리히터 규모 6.2의 강진이 발생했다고 일본 기상청이 밝혔다.
  - 조선민주주의인민공화국은 대륙간 탄도미사일(ICBM)인 다단계 미사일 대포동 2호의 발사 준비를 하고 있으며, 곧 발사가 이뤄질 가능성이 있다고 미국 관리들이 밝혔다.
- 7월 14일
  - 이스라엘 군이 가자 지구에 공습을 가해 팔레스타인인 9명이 숨지고 17명이 다쳤다.
  - 조지 부시 미국 대통령이 이라크 바그다드를 깜짝 방문하여 알말리키 새 총리를 만나 지난 3년간 난관에 봉착해 있는 이라크전에 관한 향후 대책을 논의했다.
- 8월 1일 - 태풍 에위니아가 오전 3시에 미국 괌 남서쪽 약 1010km 부근 해상(북위 7.6도, 동경 137.8도)에서 발생했다.
- 8월 15일 - 고이즈미 준이치로 일본 총리가 야스쿠니 신사 참배를 강행했다.
- 8월 21일 - 정운찬 서울대학교 총장이 퇴임하다.
- 9월 4일
  - 오전 6시 20분부터 경북 칠곡군 지천면 심천리 건령산 부근에서 원인이 밝혀지지 않은 산불이 났다.
  - 베네수엘라 대통령 우고 차베스가 피델 카스트로 쿠바 국가평의회 위원장을 만났다.
- 9월 7일 - 조선민주주의인민공화국의 비전향장기수들이 판문점으로 통해 국가인권위원회와 과거사 정리위원회 앞으로 고소장을 보냈다.
- 9월 11일 - 김정일 조선노동당 총비서가 중화인민공화국을 비공식 방문하였다.
- 9월 16일 - 김정일 조선노동당 총비서가 후진타오 중국 국가주석과 정상회담하다.
- 9월 18일 - 대한민국 중부권의 신당 국민중심당이 창당되었다.
- 9월 21일 - 한남대교에서 음주운전으로 인한 4중 추돌사고가 일어남. 당시 택시에 타고있던 힙합가수 주비트레인이 크게 다치고 그의 애인과 택시기사는 사망하였다.
- 10월 4일 - 베트남의 수도 하노이에서 교통사고가 발생해 140여 명이 사망하고, 248명이 부상당하는 인명피해를 겪다.
- 10월 5일 - 네팔의 수도 카트만두에서 갸넨드라 국왕의 전제정치를 비판하는 반정부시위가 발생, 인권단체, 학생, 야당 정치인이 참여하다.
- 10월 6일 -
  - 필리핀 마닐라의 한 경기장에서 압사사고가 발생, 88명이 숨지고 280여 명이 다쳤다.
  - 국제원자력기구(IAEA) 특별이사회는 으이란 핵문제를 유엔 안전보장이사회에 회부할 것을 요구하는 결의안을 통과시켰다.
  - 서울 세종로에서 "황우석 교수 줄기세포 연구재개"를 요구하며 정해준 씨가 분신자살을 했다.
  - 덴마크의 신문 《윌란스 포스텐》을 통해 소개된 윌란스 포스텐 무함마드 만평 논란에 분노한 시리아의 무슬림 수천 명이 다마스쿠스에 있는 덴마크 대사관 건물에 난입해 불을 질렀다. 윌란스 포스텐 무함마드 만평 논란으로 이슬람권의 반발이 걷잡을 수 없을 정도로 확대되면서 최초로 만평을 그렸던 작가 12명이 24시간 경호를 받는 등 극심한 신변 위협을 느끼고 있다고 영국 일간 더타임스 인터넷판이 보도했다.
- 10월 7일
  - 유럽 및 서구 언론의 윌란스 포스텐 무함마드 만평 논란 게재로 이슬람권의 항의가 계속되고 있는 가운데 터키에서 가톨릭 신부가 10대 소년에게 피격당해 숨졌다.
  - 외교통상부의 외교문서 공개를 통해 김대중 납치사건이 진상규명이 아닌 정치적으로 해결하자는 쪽으로 한국과 일본이 의견을 모았던 사실이 밝혀졌다.
- 10월 14일 - 밤 11시 7분 경(한국 표준시), KBS 2TV가 디먹스(방송 송출 장비, 소니 제품)의 고장으로 방송 사고가 일어나서 23분 동안 방송이 정상화되지 못했다.
- 10월 11일 - 세르비아 몬테네그로가 독립 국민투표를 하다.
- 10월 20일 - 타이에서 탁신 친나왓 총리에 반대하는 군부가 쿠데타를 일으킴. 태국은 1937년 이후 19차례 쿠데타를 경험.
- 10월 27일 - 아베 신조가 일본의 총리로 취임하다.
- 10월 31일 - 낭파라 총격사건으로 중국의 인민해방군에 의해 네팔로 가던 티베트 민간인이 사망하다.
- 11월 1일 - 철도노조 총파업 강행. 중앙노동위원회 직권중재거부로 인하여 새벽1시를 기해 총파업투쟁 서울메트로 지하철 파업 새벽4시를 돌입예정이었던 새벽2시10분 파업 철회, 서울지하철은 정상운행.
- 11월 2일 - 국제 연합 사무총장 선거에서 반기문 장관이 반대표 없이 4차 예비투표에서 1위를 하다.
- 11월 3일 - 서해대교에서 29중 연쇄 추돌 사고가 발생하다. 11명 사망, 54명 부상.
- 11월 4일 - 철도파업 나흘 만에 종료.
- 11월 5일 - 전 이라크 독재자 사담 후세인이 반인륜범죄 죄목으로 교수형을 선고받다.
- 11월 6일 - 서울에 있는 롯데월드에서 탑승자 1명이 놀이기구 '아틀란티스'에 탑승했다가 추락하여 사망.
- 11월 9일
  - 조선민주주의인민공화국 핵문제 : 조선민주주의인민공화국이 오전 10시 35분경 함경북도 화포리에서 핵실험을 실시하다.
  - 국제 연합 안전보장이사회는 반기문 외교통상부 장관을 코피 아난 현 사무총장의 뒤를 이을 단일 후보로 공식 지명했다.
- 11월 15일
  - 미국 하와이주에서 진도 6.5의 지진이 관측되었으나 사망자는 없었다.
  - 대법원이 새만금사업에 대해 합헌이란 결정을 내렸다.
- 11월 22일 - 한국의 전임 10대 대통령을 지낸 최규하가 사망하다.
- 11월 26일 - 한국의 유명한 프로레슬링 선수였던 김일 사망하다.
- 11월 30일 - 윈도우 비스타 기업용, 사업용 출시.
- 12월 5일 - 사담 후세인 이라크 전 대통령이 1심에서 사형을 선고받다.
- 12월 10일 - 스리랑카 타밀족 의원 나저라자 라비야(Nadarajah Raviraj)가 콜롬보에서 암살당하다.
- 12월 13일 - 한나라당은 서울지역 기초단체장 공천 비리 의혹과 관련하여 5선 의원인 김덕룡의원과 서울시당위원장인 박성범 의원을 검찰에 고발키로 했다고 발표했다.
- 12월 15일 - 일본이 한국의 배타적 경제 수역(EEZ)이 포함된 동해 해역을 대상으로 수로 조사를 실시한다고 국제수로기구(IHO)에 통보하여 분쟁이 일었으나 22일 극적으로 협상이 타결되다.
- 12월 16일 - 프랑스 사회당의 대선후보 경선에서 여성 정치인 세골렌 루아얄이 승리했다.
- 12월 30일 - 전 이라크 독재자 사담 후세인이 교수형에 처해졌다.

## 문화
- 1월 1일
  - 대한민국에서 부동산 실거래가 신고제가 시행되었다.
  - 대한민국의 비지상파 공익전문채널 현대종교TV 개국.
- 1월 2일
  - 교황 베네딕토 16세가 조규만 신부를 천주교 서울대교구 보좌 주교로 임명했다.
  - 대한민국에서 신 5000원권이 예정보다 1년 일찍 발행되었다.
- 1월 17일 - 교황 베네딕토 16세가 황철수 신부를 천주교 부산교구 보좌 주교에 임명했다.
- 1월 19일 - 뉴 허라이즌스가 발사되었다.
- 1월 25일 - 중앙고속도로 대동 분기점 ~ 동대구 분기점 구간이 개통되었다.
- 1월 31일 - 교황 베네딕토 16세가 최영수 주교를 천주교 대구대교구 부교구장 대주교로 임명했다.
- 2월 2일 - K리그의 부천 SK가 제주특별자치도로 연고이전을 하여 제주 유나이티드로 변경되다.
- 2월 3일~2월 26일 - 이탈리아의 토리노에서 동계 올림픽을 개최하였다.
- 2월 19일 - 대구 시내버스 준공영제 및 시내버스-도시철도 환승할인제를 시행하였다.
- 2월 22일 - 교황 베네딕토 16세가 서울대교구장 정진석 대주교를 추기경으로 임명했다.
- 3월 16일 - 대전 도시철도 1호선 일부 구간(판암 ~ 정부청사)이 개통되었다.
- 3월 24일 - 정진석 추기경의 추기경 서임식이 바티칸 시국 성 베드로 광장에서 거행됐다.
- 4월 1일 - 대한민국의 손해보험회사 LG화재해상보험이 LIG손해보험으로 사명을 변경하였다.
- 4월 5일 - 식목일이 법정공휴일에서 제외되었다.
- 5월 10일 - 세계 최대의 게임쇼인 E3가 개막됐다.
- 5월 13일 - 부산 시내버스 무료환승할인제를 시행하였다.
- 5월 31일 - 제4회 지방 선거가 대한민국 전역에서 실시되었다.
- 6월 9일
  - 대한민국 해군이 손원일급 잠수함의 첫 번째 함선인 SS-72 손원일함을 진수하였다.
  - 독일에서 제 18회 FIFA 월드컵을 개최하여 7월 9일까지 이어졌다.
- 6월 30일 - 서울외곽순환고속도로 송추 나들목 ~ 일산 나들목, 퇴계원 나들목 ~ 의정부 나들목 개통
- 7월 1일 - 제주도가 제주특별자치도로 출범하였다.
- 7월 5일 - 대명리조트는 강원도 홍천군에 테마파크 오션월드를 열었다.
- 7월 9일 - FIFA 월드컵 대회가 이탈리아의 통산 4번째 우승으로 막을 내렸다.
- 7월 11일 - 마이크로소프트에서 윈도우 NT 4.0 임베디드, 윈도우 98, 윈도우 98 SE, 윈도우 ME의 지원을 중단하였고, 서비스팩이 설치되지 않은 윈도우 XP에 대한 지원을 중단하였으며, 이와 동시에 마이크로소프트 오피스 XP의 메인스트림 지원을 중단했다.
- 7월 21일 - 액토즈소프트가 온라인 RPG게임 라테일 정식서비스를 개시하였다.
- 8월 - 중소기업중앙회 명칭 변경.
- 8월 19일 - 그룹 빅뱅이 데뷔했다.
- 8월 24일 - 국제천문연맹이 총회를 열어 행성의 자격에 대한 공식적 정의를 제정하면서 명왕성이 행성에서 왜행성으로 바뀌었다.
- 9월 28일
  - 한국 가톨릭교회에서 최초로 시각장애인을 위한 점자 성경을 발간했다.
  - 수완나품 국제공항 개항.
  - 포켓몬스터DP 디아루가·펄기아가 일본판 출시되었다
- 9월 30일 - 로또 6/45가 200회를 맞이했다.
- 10월 9일 - tvN 개국.
- 10월 10일 - 마이크로소프트에서 윈도우 2000 서비스팩 3의 지원을 중단했다.
- 10월 14일 - 반기문 장관이 유엔사무총장으로 선출되다.
- 10월 29일 - KBO 리그 한국시리즈 6차전에서 삼성 라이온즈가 한화 이글스를 3대 2로 꺾고 시리즈 전적 4승 1무 1패로 통산 4번째 우승을 달성하였다. 2005년 한국시리즈에 이은 2연패이다.
- 11월 16일
  - 대한민국, 2007학년도 대학수학능력시험을 실시하다.
  - NHK가 국제우주정거장 (ISS)에서 세계 최초로 하이 비젼 우주 중계를 실시했다.
- 11월 25일 - 한국사능력검정시험이 처음으로 시행되었다.
- 12월 1일 ~ 12월 15일 - 카타르의 수도 도하에서 제 16회 아시안 게임을 개최하였다.
- 12월 8일 - 경부선 전철화 조치원~대구, 서울~부산 전구간 완전개통.
- 12월 15일 - 수도권 전철 1호선 의정부 ~ 소요산 구간 개통.
- 12월 18일 - 신 10원 주화 발행을 시작했다.
- 12월 - 위키리크스가 설립되었다.

## 탄생

### 1월
- 1월 2일 - 대한민국의 배우 신비.
- 1월 4일 - 브라질의 가수 멜로디.
- 1월 5일 - 중국의 가수 한진 (TWS).
- 1월 12일 - 대한민국의 배우 권수정.
- 1월 13일 - 태국의 육상 선수 푸리폰 분손.
- 1월 20일 - 대한민국의 가수 겸 국악인 다운. (파스텔걸스)
- 1월 27일 - 대한민국의 배우 김수안.
- 1월 28일 - 대한민국의 배우 김수현.
- 1월 31일 - 아르헨티나의 축구 선수 잔루카 프레스티아니.

### 2월
- 2월 1일 - 대한민국의 가수 김다솜.
- 2월 2일 - 일본의 아이돌 쿠보 히나노.
- 2월 5일 - 일본의 아이돌 사코 유메미.
- 2월 15일 - 대한민국의 축구 선수 백승원.
- 2월 16일 - 헝가리의 태권도 선수 마르톤 비비어너.
- 2월 17일 - 대한민국의 가수 마키.
- 2월 18일 - 대한민국의 바둑 기사 정유진.
- 2월 19일 - 대한민국의 연극배우 김수빈.
- 2월 20일 - 대한민국의 영화배우 박소정.

### 3월
- 3월 6일 - 대한민국의 배우 홍현택.
- 3월 8일 - 프랑스의 축구 선수 워렌 자이르에메리.
- 3월 9일 - 대한민국의 배우 이도연.
- 3월 12일 - 대한민국의 배우 이레.
- 3월 14일 - 대한민국의 배우 박지소.
- 3월 20일
  - 대한민국의 배우 김진우.
  - 미국의 대통령 도널드 트럼프의 아들 배런 트럼프.
- 3월 22일 - 대한민국의 배우 강주은.
- 3월 26일 - 대한민국의 가수 미레. (트라이비)
- 3월 27일 - 대한민국의 모델 김다은
- 3월 28일 - 대한민국의 가수 지훈. (TWS)
- 3월 29일 - 대한민국의 배우 오진경.
- 3월 30일 - 대한민국의 쌍둥이 배우 이지호, 이지환.

### 4월
- 4월 3일 - 대한민국의 가수 박시온.
- 4월 4일 - 대한민국의 스노보드 선수 강동훈.
- 4월 7일 - 대한민국의 배우 곽지혜.
- 4월 11일 - 대한민국의 스노보드 선수 이채운.
- 4월 13일 - 대한민국의 바이올리니스트 고소현.
- 4월 14일 - 대한민국의 배우 김민서.
- 4월 15일 - 대한민국의 배우 김나연.
- 4월 16일 - 대한민국의 축구 선수 양민혁
- 4월 26일 - 러시아의 피겨 스케이팅 선수 카밀라 발리예바.
- 4월 29일 - 미국의 배우 소치 고메즈.

### 5월
- 5월 5일 - 대한민국의 가수 린지.
- 5월 6일 - 일본의 걸그룹 이노우에 하루카.
- 5월 8일 - 대한민국의 가수 채린.
- 5월 10일 - 대한민국의 배우 송채빈.
- 5월 15일 - 대한민국의 가수 해린.
- 5월 16일 - 일본의 아이돌 오오가 사키.
- 5월 18일 - 일본의 아이돌 스즈키 유우나.
- 5월 22일 - 대한민국의 배우 민예지.
- 5월 23일 - 대한민국의 배우 송승환.
- 5월 28일 - 대한민국의 배우 전진서.

### 6월
- 6월 2일 - 대한민국의 배우 문성현.
- 6월 12일 - 대한민국의 탁구 선수 오준성.
- 6월 13일 - 대한민국의 바둑 기사 김승구.
- 6월 18일 - 네덜란드의 공주 오라녜나사우 여백작 자리아.
- 6월 23일 - 대한민국의 배우 이채미.
- 6월 24일 - 일본의 바둑 기사 우에노 리사.
- 6월 25일 - 미국의 배우 매케나 그레이스.
- 6월 28일 - 대한민국의 배우 이가연.

### 7월
- 7월 7일 - 대한민국의 모델 강은지.
- 7월 9일 - 대한민국의 배우 김다인.
- 7월 21일 - 대한민국의 가수 이얄.
- 7월 22일 - 대한민국의 배우 공지윤.
- 7월 23일 - 대한민국의 수영 선수 이은지.
- 7월 25일 - 대한민국의 배우 박하준.

### 8월
- 8월 2일 - 일본의 배우 타마키 소라.
- 8월 3일 - 대한민국의 트로트 가수 도현. (파스텔걸스)
- 8월 9일 - 대한민국의 연극배우 정단아.
- 8월 14일 - 대한민국의 배우 갈소원.
- 8월 18일 - 캐나다의 수영 선수 서머 매킨토시.
- 8월 24일 - 대한민국의 가수 백지.
- 8월 25일
  - 대한민국의 배우, 가수 김푸름.
  - 스코틀랜드의 축구 선수 레넌 밀러.
- 8월 30일 - 대한민국의 배우 이지원.

### 9월
- 9월 1일 - 대한민국의 유튜버 마이린.
- 9월 5일 - 대한민국의 유튜버 임하람.
- 9월 6일 - 일본의 황족 아키시노노미야 후미히토 친왕의 장남 아키시노노미야 히사히토 친왕.
- 9월 7일
  - 미국의 배우 이언 천.
  - 대한민국의 가수 오연준.
- 9월 9일 - 대한민국의 바둑 기사 허재원.
- 9월 11일 - 일본의 다이빙 선수 다마이 리쿠토.
- 9월 15일
  - 대한민국의 배우 장서희.
  - 대한민국의 프리스타일 스키 선수 문희성.
- 9월 18일 - 일본의 아이돌 토미사토 나오.
- 9월 26일 - 대한민국의 가수 민지.

### 10월
- 10월 1일 - 일본의 아이돌 토쿠나가 레미.
- 10월 5일 - 캐나다의 배우 제이컵 트람블레이.
- 10월 6일 - 대한민국의 가수 제이나.
- 10월 7일 - 일본의 아이돌 사카가와 히유카.
- 10월 10일 - 대한민국의 가수 전유진.
- 10월 17일 - 대한민국의 가수 이서연.
- 10월 21일 - 일본의 배우 겸 가수 에이미. (STARRY PLANET☆)
- 10월 23일 - 대한민국의 온라인콘텐츠창작자 주희.
- 10월 24일 - 대한민국의 가수 김지호.
- 10월 28일 - 대한민국의 축구 선수 윤도영.
- 10월 30일 - 미국의 배우 서나이아 시드니.
- 10월 31일 - 대한민국의 배우 이다경.

### 11월
- 11월 4일 - 대한민국의 가수 지안.
- 11월 7일 - 러시아 태생 독일의 체조 선수 다랴 바르폴로메프.
- 11월 10일 - 대한민국의 가수 홍은채 (LE SSERAFIM).
- 11월 12일 - 일본의 아이돌 미즈시마 미유.
- 11월 14일 - 튀르기예의 배우 알레이나 일마즈.
- 11월 16일 - 미국의 가수 메이슨 램지.
- 11월 17일 - 대한민국의 영화배우 한송희.
- 11월 22일 - 중국의 바둑 기사 우이밍.
- 11월 23일 - 프랑스의 배우 필리프 누아레.
- 11월 28일
  - 대한민국의 가수 윤민수의 아들 윤후.
  - 대한민국의 가수 규빈.
- 11월 29일 - 대한민국의 가수 운학 (BOYNEXTDOOR).
- 11월 30일 - 태국의 가수 설린.

### 12월
- 12월 29일 - 프랑스의 축구 선수 에탕 음바페.
- 12월 30일
  - 중화인민공화국의 가수 린.
  - 프랑스 태생 알제리의 체조 선수 켈리아 느무르.
  - 이탈리아의 체조 선수 알리체 다마토.

### 미상
- 대한민국의 가수 이주영.
- 대한민국의 퓨전 댄스 국악 트로트 가수 도현. (파스텔걸스)

## 사망

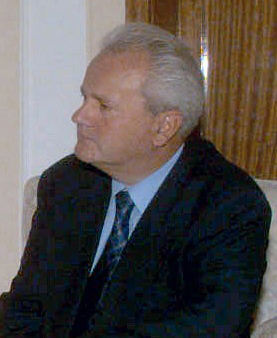
슬로보단 밀로셰비치

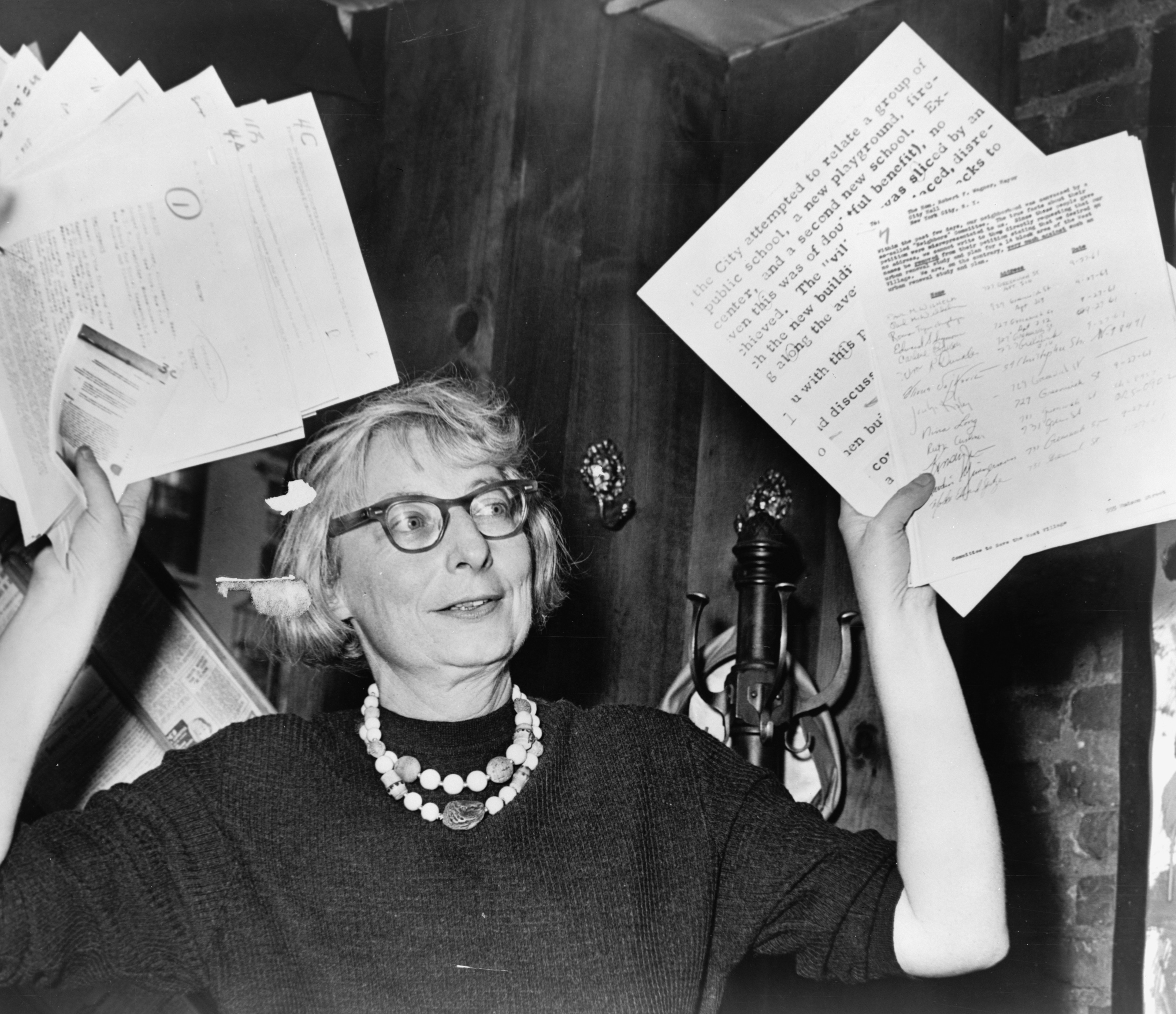
제인 제이콥스

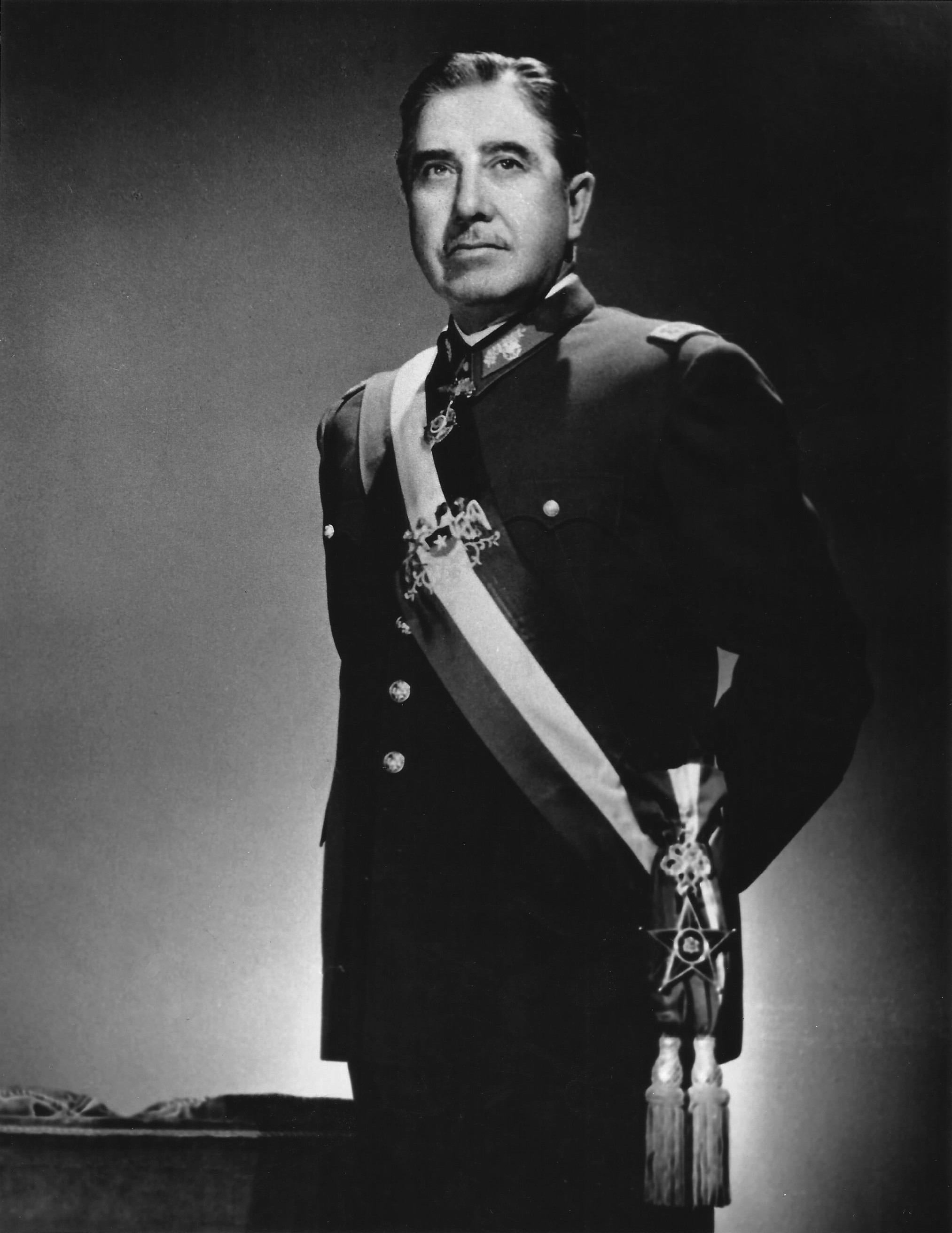
아우구스토 피노체트

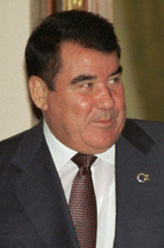
사파르무라트 니야조프

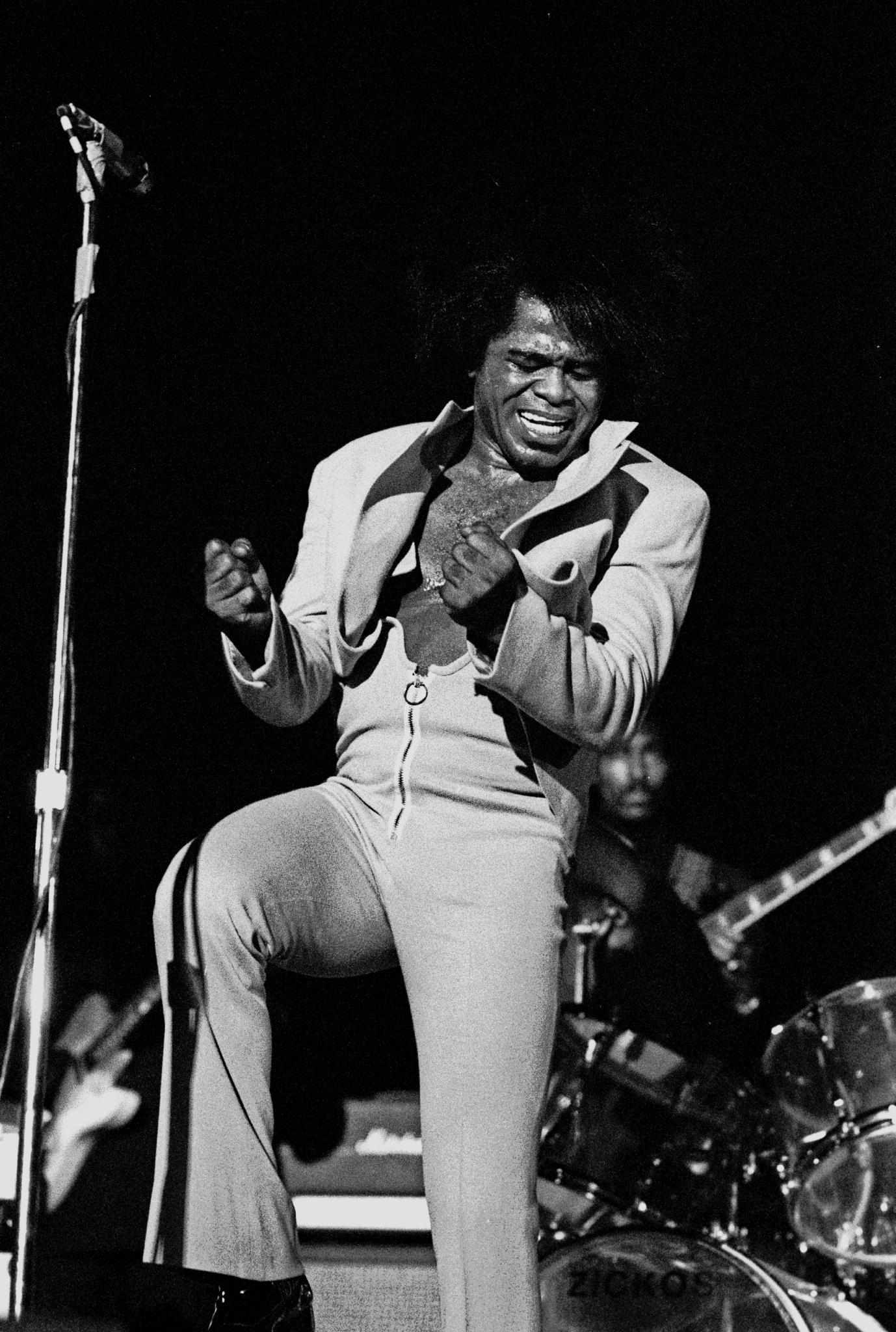
제임스 브라운

제럴드 포드

사담 후세인

### 1월
- 1월 29일 - 대한민국의 비디오, 작곡가, 예술가 백남준. (1932년~)
- 1월 30일 - 미국의 흑인인권 운동가 마틴 루터 킹 주니어의 부인 코레타 스콧 킹. (1927년~)

### 2월
- 2월 9일 - 일본의 야구 선수, 야구 감독 후지타 모토시. (1931년~)
- 2월 25일 - 대한민국의 언론인 이규태. (1933년~)

### 3월
- 3월 11일
  - 세르비아 몬테네그로의 제1대 대통령 슬로보단 밀로셰비치. (1941년~)
  - 대한민국의 희극인 김형곤. (1960년~)

### 4월
- 4월 11일 - 대한민국의 영화 감독 신상옥.  (1926년~)
- 4월 25일
  - 조선민주주의인민공화국의 작곡가 안성현. (1920년~)
  - 미국의 도시사상가 제인 제이콥스. (1916년~)

### 5월
- 5월 22일 - 대한민국의 의학자 이종욱. (1945년~)
- 5월 24일 - 대한민국의 작가 조소혜. (1956년~)
- 5월 30일 - 일본의 영화 감독 이마무라 쇼헤이. (1926년~)

### 6월
- 6월 7일 - 이슬람의 테러지도자 아부 무사브 알자르카위. (1966년~)
- 6월 12일 - 헝가리의 작곡가 리게티 죄르지. (1923년~)

### 7월
- 7월 7일 - 영국의 뮤지션 시드 배럿. (1946년~)
- 7월 17일 - 미국의 소설가 미키 스필레인. (1918년~)
- 7월 20일 - 대한민국의 기업인 정인영. (1920년~)

### 8월
- 8월 6일
  - 일본의 성우 스즈오키 히로타카. (1950년~)
  - 대한민국의 미스코리아 손민지. (1979년~)
- 8월 16일 - 파라과이의 정치인 알프레도 스트로에스네르. (1912년~)
- 8월 18일 - 우즈베키스탄의 한국계 화가 니콜라이 신. (1928년~)

### 9월
- 9월 4일
  - 오스트레일리아의 방송인 스티브 어윈. (1962년~)
  - 이탈리아의 축구 선수 자친토 파케티. (1942년~)
- 9월 10일 - 통가의 제4대 국왕 타우파하우 투포우 4세. (1918년~)
- 9월 16일 - 미국의 골프 선수 바이런 넬슨. (1912년~)

### 10월
- 10월 22일 - 대한민국의 제10대 대통령 최규하. (1919년~)
- 10월 26일 - 대한민국의 레슬링 선수 김일. (1929년~)
- 10월 31일 - 대한민국의 축구 선수, 축구 감독 차경복. (1937년~)

### 11월
- 11월 5일 - 대한민국의 국회의원 구논회. (1960년~)
- 11월 10일 - 미국의 배우 잭 팰런스. (1919년~)
- 11월 16일 - 미국의 경제학자 밀턴 프리드먼. (1912년~)
- 11월 20일
  - 미국의 영화 감독 로버트 올트먼. (1925년~)
  - 중국의 군인, 정치인 훙쉐즈. (1913년~)

### 12월
- 12월 7일 - 대한민국의 승마 선수 김형칠. (1959년~)
- 12월 10일 - 칠레의 제33~35대 대통령 아우구스토 피노체트. (1915년~)
- 12월 21일 - 투르크메니스탄의 제1대 대통령 사파르무라트 니야조프. (1940년~)
- 12월 25일
  - 미국의 가수 제임스 브라운. (1933년~)
  - 일본의 연쇄 살인범 히다카 히로아키. (1962년~)
- 12월 26일 - 미국의 제38대 대통령 제럴드 포드. (1919년~)
- 12월 30일 - 이라크의 제5대 대통령, 군인 사담 후세인. (1935년~)

## 노벨상
- 경제학상: 에드먼드 펠프스
- 문학상: 오르한 파무크
- 물리학상: 존 C. 매더와 조지 F. 스무트
- 생리학 및 의학상: 앤드루 파이어와 크레이그 멜로
- 평화상: 무함마드 유누스와 그라민 은행
- 화학상: 로저 콘버그

## 78회아카데미상수상
- 작품상: 크래쉬
- 감독상: 리안(브로크백 마운틴)
- 남우주연상: 필립 시모어 호프먼(카포티)
- 여우주연상: 리스 위더스푼(앙코르(Walk the line))
- 남우조연상: 조지 클루니(시리아나)
- 여우조연상: 레이철 바이스(콘스탄트 가드너)

## 달력
| 1월 |    |    |    |    |    |    |
| 일  | 월 | 화 | 수 | 목 | 금 | 토 |
| 1   | 2  | 3  | 4  | 5  | 6  | 7  |
| 8   | 9  | 10 | 11 | 12 | 13 | 14 |
| 15  | 16 | 17 | 18 | 19 | 20 | 21 |
| 22  | 23 | 24 | 25 | 26 | 27 | 28 |
| 29  | 30 | 31 |    |    |    |    |

| 2월 |    |    |    |    |    |    |
| 일  | 월 | 화 | 수 | 목 | 금 | 토 |
|     |    |    | 1  | 2  | 3  | 4  |
| 5   | 6  | 7  | 8  | 9  | 10 | 11 |
| 12  | 13 | 14 | 15 | 16 | 17 | 18 |
| 19  | 20 | 21 | 22 | 23 | 24 | 25 |
| 26  | 27 | 28 |    |    |    |    |

| 3월 |    |    |    |    |    |    |
| 일  | 월 | 화 | 수 | 목 | 금 | 토 |
|     |    |    | 1  | 2  | 3  | 4  |
| 5   | 6  | 7  | 8  | 9  | 10 | 11 |
| 12  | 13 | 14 | 15 | 16 | 17 | 18 |
| 19  | 20 | 21 | 22 | 23 | 24 | 25 |
| 26  | 27 | 28 | 29 | 30 | 31 |    |

| 4월 |    |    |    |    |    |    |
| 일  | 월 | 화 | 수 | 목 | 금 | 토 |
|     |    |    |    |    |    | 1  |
| 2   | 3  | 4  | 5  | 6  | 7  | 8  |
| 9   | 10 | 11 | 12 | 13 | 14 | 15 |
| 16  | 17 | 18 | 19 | 20 | 21 | 22 |
| 23  | 24 | 25 | 26 | 27 | 28 | 29 |
| 30  |    |    |    |    |    |    |

| 5월 |    |    |    |    |    |    |
| 일  | 월 | 화 | 수 | 목 | 금 | 토 |
|     | 1  | 2  | 3  | 4  | 5  | 6  |
| 7   | 8  | 9  | 10 | 11 | 12 | 13 |
| 14  | 15 | 16 | 17 | 18 | 19 | 20 |
| 21  | 22 | 23 | 24 | 25 | 26 | 27 |
| 28  | 29 | 30 | 31 |    |    |    |

| 6월 |    |    |    |    |    |    |
| 일  | 월 | 화 | 수 | 목 | 금 | 토 |
|     |    |    |    | 1  | 2  | 3  |
| 4   | 5  | 6  | 7  | 8  | 9  | 10 |
| 11  | 12 | 13 | 14 | 15 | 16 | 17 |
| 18  | 19 | 20 | 21 | 22 | 23 | 24 |
| 25  | 26 | 27 | 28 | 29 | 30 |    |

| 7월 |    |    |    |    |    |    |
| 일  | 월 | 화 | 수 | 목 | 금 | 토 |
|     |    |    |    |    |    | 1  |
| 2   | 3  | 4  | 5  | 6  | 7  | 8  |
| 9   | 10 | 11 | 12 | 13 | 14 | 15 |
| 16  | 17 | 18 | 19 | 20 | 21 | 22 |
| 23  | 24 | 25 | 26 | 27 | 28 | 29 |
| 30  | 31 |    |    |    |    |    |

| 8월 |    |    |    |    |    |    |
| 일  | 월 | 화 | 수 | 목 | 금 | 토 |
|     |    | 1  | 2  | 3  | 4  | 5  |
| 6   | 7  | 8  | 9  | 10 | 11 | 12 |
| 13  | 14 | 15 | 16 | 17 | 18 | 19 |
| 20  | 21 | 22 | 23 | 24 | 25 | 26 |
| 27  | 28 | 29 | 30 | 31 |    |    |

| 9월 |    |    |    |    |    |    |
| 일  | 월 | 화 | 수 | 목 | 금 | 토 |
|     |    |    |    |    | 1  | 2  |
| 3   | 4  | 5  | 6  | 7  | 8  | 9  |
| 10  | 11 | 12 | 13 | 14 | 15 | 16 |
| 17  | 18 | 19 | 20 | 21 | 22 | 23 |
| 24  | 25 | 26 | 27 | 28 | 29 | 30 |

| 10월 |    |    |    |    |    |    |
| 일   | 월 | 화 | 수 | 목 | 금 | 토 |
| 1    | 2  | 3  | 4  | 5  | 6  | 7  |
| 8    | 9  | 10 | 11 | 12 | 13 | 14 |
| 15   | 16 | 17 | 18 | 19 | 20 | 21 |
| 22   | 23 | 24 | 25 | 26 | 27 | 28 |
| 29   | 30 | 31 |    |    |    |    |

| 11월 |    |    |    |    |    |    |
| 일   | 월 | 화 | 수 | 목 | 금 | 토 |
|      |    |    | 1  | 2  | 3  | 4  |
| 5    | 6  | 7  | 8  | 9  | 10 | 11 |
| 12   | 13 | 14 | 15 | 16 | 17 | 18 |
| 19   | 20 | 21 | 22 | 23 | 24 | 25 |
| 26   | 27 | 28 | 29 | 30 |    |    |

| 12월 |    |    |    |    |    |    |
| 일   | 월 | 화 | 수 | 목 | 금 | 토 |
|      |    |    |    |    | 1  | 2  |
| 3    | 4  | 5  | 6  | 7  | 8  | 9  |
| 10   | 11 | 12 | 13 | 14 | 15 | 16 |
| 17   | 18 | 19 | 20 | 21 | 22 | 23 |
| 24   | 25 | 26 | 27 | 28 | 29 | 30 |
| 31   |    |    |    |    |    |    |

### 음양력 대조 일람
| 음력월 | 월건 | 대소 | 음력 1일의 양력 월일 | 음력 1일 간지 |
| ------ | ---- | ---- | -------------------- | ------------- |
| 1월    | 경인 | 대   | 1월 29일             | 무오          |
| 2월    | 신묘 | 소   | 2월 28일             | 무자          |
| 3월    | 임진 | 대   | 3월 29일             | 정사          |
| 4월    | 계사 | 소   | 4월 28일             | 정해          |
| 5월    | 갑오 | 대   | 5월 27일             | 병진          |
| 6월    | 을미 | 소   | 6월 26일             | 병술          |
| 7월    | 병신 | 대   | 7월 25일             | 을묘          |
| 윤7월  |      | 소   | 8월 24일             | 을유          |
| 8월    | 정유 | 대   | 9월 22일             | 갑인          |
| 9월    | 무술 | 대   | 10월 22일            | 갑신          |
| 10월   | 기해 | 소   | 11월 21일            | 갑인          |
| 11월   | 경자 | 대   | 12월 20일            | 계미          |
| 12월   | 신축 | 대   | 2007년 1월 19일      | 계축          |

### 연휴
- 1월 28일 (토) ~ 1월 30일 (월) - 설날 연휴 (3일)
- 5월 5일 (금) ~ 5월 7일 (일) - 어린이날·부처님 오신 날 연휴 (3일)
- 6월 3일 (토) ~ 6월 6일 (화) - 현충일 징검다리 연휴 (4일)
- 8월 12일 (토) ~ 8월 15일 (화) - 광복절 징검다리 연휴 (4일)
- 9월 30일 (토) ~ 10월 8일 (일) - 개천절·추석 징검다리 연휴 (9일)
- 12월 23일 (토) ~ 12월 25일 (월) - 크리스마스 연휴 (3일)
- 12월 30일 (토) ~ 2007년 1월 1일 (월) - 새해 첫날 연휴 (3일)